# Waldemar Gerhardt
Waldemar „Waldi” Gerhardt (ur. 6 stycznia 1939 w Gelsenkirchen) – niemiecki piłkarz grający na pozycji napastnika, trener.

## Kariera piłkarska

### Schalke Gelsenkirchen
Waldemar Gerhardt karierę piłkarską rozpoczął w 1947 roku juniorach Schalke Gelsenkirchen, w których grał wraz z Willym Koslowskim oraz Helmutem Laszigiem i razem zdobyli mistrzostwo Niemiec Zachodnich juniorów. W 1957 roku przeszedł do seniorskiej drużyny Królewsko-Niebieskich, z którą w sezonie 1957/1958 zdobył mistrzostw Niemiec, mimo że nie grał w rundzie finałowej. W sezonie 1960/1961 został podstawowym zawodnikiem Królewsko-Niebieskich, w barwach których w Oberlidze zachodniej rozegrał 65 meczów, w których zdobył 29 goli.
Po sezonie 1962/1963 Schalke Gelsenkirchen dostało się do nowo utworzonej Bundesligi, w której Gerhardt zadebiutował 24 sierpnia 1963 roku w wygranym 2:0 meczu domowym z VfB Stuttgart, w którym w 42. minucie zdobył swojego pierwszego gola w tych rozgrywkach, ustalając tym samym wynik meczu. Łącznie w sezonie 1963/1964 rozegrał 30 meczów, w których zdobył 9 goli – drugi po Klausie Matischaku (18 goli) najlepszy strzelec klubu w sezonie, a Królewsko-Niebiescy pod wodzą trenera – Georga Gawliczka oraz Fritza Langera (prowadził drużynę w trzech ostatnich meczach sezonu) zakończyli rozgrywki ligowe na 8. miejscu, a w sezonie 1964/1965 z 11 golami został najlepszym strzelcem Królewsko-Niebieskich, który zakończyli rozgrywki ligowe na ostatnim – 16. miejscu, jednak w wyniku powiększenia Bundesligi do 18 klubów w sezonie 1965/1966, w związku z czym uniknęli spadku do Regionalligi. W sezonie 1964/1965 dotarli także do półfinału Pucharu Niemiec, w którym 7 kwietnia 1965 roku przegrali 4:3 po dogrywce z Alemannią Aachen, a Gerhardt w tym meczu zdobył gola na 0:1. Po sezonie 1964/1965 odszedł z klubu.

### Fortuna Düsseldorf
Następnie Gerhardt został zawodnikiem klubu Regionalligi – Fortuny Düsseldorf, w którym w sezonie 1965/1966 rozegrał wszystkie 34 mecze ligowe, w których zdobył 16 goli oraz miał spory udział w awansie klubu do Bundesligi, w której w sezonie 1966/1967 rozegrał 30 meczów, w których zdobył 12 goli, jednak nie był w stanie zapobiec spadkowi z klubu do Regionalligi, który zakończył rozgrywki ligowe na przedostatnim – 17. miejscu i był to zarazem ostatni sezon Gerhardta w Bundeslidze, w której 27 maja 1967 roku w wygranym 3:1 meczu domowym z FC Kaiserslautern 65. i 72. minucie pokonał bramkarza Czerwonych Diabłów – Wolfganga Schnarra, które były zarówno jego ostatnimi golami w Bundeslidze, w której ostatni mecz rozegrał 3 czerwca 1967 roku w przegranym 2:1 meczu wyjazdowym z Hamburgerem SV. Po sezonie 1968/1969, w którym rozegrał zaledwie 4 mecze ligowe, zakończył piłkarską karierę. Łącznie w Bundeslidze rozegrał 82 mecze ligowe, w których zdobył 32 gole.

## Kariera trenerska
Waldemar Gerhardt z wykształcenia ślusarz, był także programistą komputerowym. W połowie lat 60. ukończył studia sportowe w Kolonii, następnie wraz z Hannesem Löhrem i Wolfgangiem Weberem zrobił licencję trenerską w Akademii DFB w Kolonii pod kierunkiem Hennesa Weisweilera. Po zakończeniu kariery piłkarskiej został nauczycielem sportu w Düsseldorfie. W sezonie 1972/1973 był trenerem Schwarz-Weiß Essen. Następnie w latach 1973–1980 trenował amatorski VfB Remscheid, z którym w sezonie 1973/1974 wygrał rozgrywki Verbandsligi Dolnego Renu i tym samym dotarł do finału amatorskich mistrzostw Niemiec, w którym przegrał po dogrywce z SSV Reutlingen 05, a w sezonie 1978/1979 klub rozpoczął występy w nowo utworzonej Oberlidze Dolnego Renu. W latach 1981–1983 trenował Viktorię Goch.
Był także członkiem kadry nauczycielskiej Dolnoreńskiego Związku Piłki Nożnej.

## Sukcesy

### Zawodnicze
Juniorzy-A Schalke Gelsenkirchen
- Mistrzostwo Niemiec Zachodnich juniorów

Schalke Gelsenkirchen
- Mistrzostwo Niemiec: 1958

Fortuna Düsseldorf
- Awans do Bundesligi: 1966

### Trenerskie
- Mistrzostwo Verbandsligi Dolnego Renu: 1974
- amatorskie mistrzostwa Niemiec: 1974

## Życie prywatne
Waldemar Gerhardt jest żonaty, ma jedno dziecko.